# Alberto Aquilani
Alberto Aquilani (Roma, 7 luglio 1984) è un allenatore di calcio ed ex calciatore italiano, di ruolo centrocampista, tecnico del Catanzaro.

## Biografia
Nasce a Roma nel quartiere Montesacro. Ha frequentato il liceo scientifico Amedeo Avogadro.
Il 4 luglio 2012 si è sposato con l'attrice Michela Quattrociocche, da cui ha avuto due figlie: Aurora il 18 aprile 2011 e Diamante il 5 novembre 2014. Aquilani e la moglie hanno annunciato la separazione tramite un comunicato congiunto l'11 maggio 2020.
È cugino della cantante Alexia.
Durante la sua militanza nella Roma è stato soprannominato Il Principino in virtù della somiglianza con Giuseppe Giannini, storico centrocampista giallorosso degli anni ottanta e novanta detto Il Principe.

## Caratteristiche tecniche
Poteva ricoprire più ruoli del centrocampo: interno (ruolo prediletto), centrale in una mediana a 4 o trequartista; veniva anche schierato da mezz'ala, oppure da regista davanti alla difesa. Dotato di buone qualità tecniche, visione di gioco, estro e fantasia, era capace di dettare i tempi, grazie alla precisione nei passaggi, e di effettuare buoni inserimenti offensivi, pur difettando in velocità; possedeva inoltre un ottimo tiro da fuori area con entrambi i piedi.

## Carriera

### Giocatore

#### Club

##### Gli inizi: Roma e Triestina
Cresciuto nelle giovanili della Roma, viene convocato in prima squadra nella stagione 2001-2002 ed esordisce in Serie A nella stagione successiva, a 18 anni, il 10 maggio 2003 in Roma-Torino (3-1).
Nella stagione 2003-2004 viene ceduto in prestito alla Triestina in Serie B, dove colleziona 41 presenze mettendo a segno 4 reti e contribuendo in maniera decisiva al nono posto raggiunto.

##### L'affermazione con la Roma

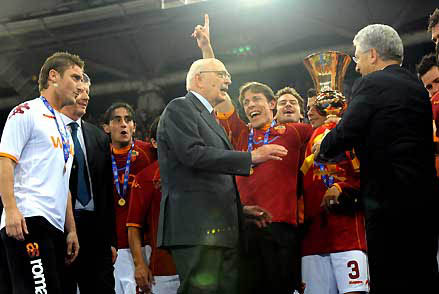
Aquilani (terzo da sinistra) festeggia la vittoria della Coppa Italia con la Roma nel 2008

Tornato alla Roma, trova spazio sia nell'anno funesto dei quattro allenatori (Cesare Prandelli, Rudi Völler, Luigi Delneri, Bruno Conti) sia nella stagione successiva con Luciano Spalletti che nel girone di ritorno lo schiera spesso a fianco a De Rossi. Il 26 febbraio 2006 sigla il goal del raddoppio nel derby vinto dai giallorossi per 2-0 che regala alla Roma l'undicesima vittoria consecutiva in campionato (prima squadra a stabilire questo record).
Inizia ottimamente la stagione 2006-2007, mettendo a segno una doppietta nella finale di Supercoppa Italiana persa contro l'Inter (4-3 dts). È nuovamente determinante nella vittoria della Roma a San Siro contro il Milan: il suo assist di rabona per il brasiliano naturalizzato italiano Mancini porta al gol del 2-1 ad opera di Francesco Totti. Il 25 novembre successivo, nel momento migliore della sua stagione, dopo un contrasto in allenamento con il compagno Rodrigo Taddei, subisce una lesione collaterale mediale al ginocchio destro che lo tiene lontano dai campi di gioco per un periodo molto più lungo del previsto: rientrerà solo sei mesi dopo. Vince la Coppa Italia.
Il 19 agosto 2007 con la vittoria della Supercoppa italiana ai danni dell'Inter, ottiene il suo secondo trofeo. Nella stagione 2007-2008 segna due gol nelle prime due giornate di campionato, contro Palermo e Siena, entrambi con tiri potenti da fuori area. Il 2 ottobre patisce l'ennesimo infortunio: durante la partita Manchester United-Roma di UEFA Champions League Aquilani si procura una lesione muscolare, che lo tiene fuori dai campi da gioco per oltre tre mesi. Dopo una faticosa e problematica riabilitazione torna a giocare a gennaio 2008. Vince nuovamente la Coppa Italia il 24 maggio 2008, ancora una volta contro l'Inter nella finale unica allo Stadio Olimpico.
Nella prima giornata del campionato 2008-2009 segna il primo gol della Roma nella nuova stagione, contro il Napoli. Nel corso del campionato una serie di problemi fisici lo tengono spesso lontano dal terreno di gioco: il 22 ottobre si infortuna nella partita di UEFA Champions League contro il Chelsea e torna in campo, come nella stagione precedente, a gennaio. A marzo scende in campo contro l'Arsenal nei minuti finali, ma non gioca più per il resto della stagione. Alla fine di maggio 2009 firma un rinnovo triennale del contratto con la Roma.
Con la maglia giallorossa colleziona 102 presenze e 9 gol in campionato, 20 presenze e 5 gol nelle coppe italiane (Coppa Italia e Supercoppa italiana) e 27 presenze e un gol nelle coppe europee (Champions League e Coppa UEFA) per un totale di 149 presenze e 15 gol.

##### Liverpool

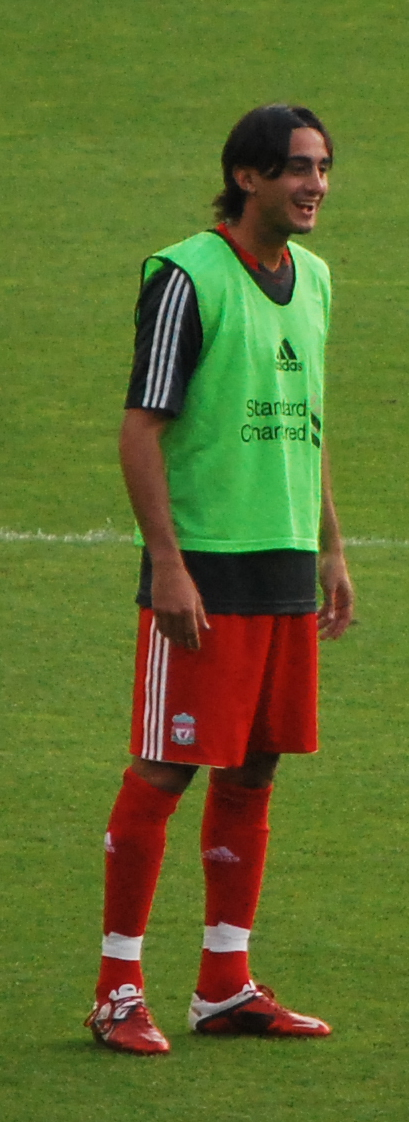
Aquilani nel 2010 in allenamento coi Reds

L'8 agosto 2009, a 25 anni, si trasferisce in Inghilterra al Liverpool, con cui firma un contratto quadriennale per 20 milioni di euro più bonus legati ai risultati. Dopo aver recuperato da un infortunio alla caviglia, il 28 ottobre esordisce con il Liverpool giocando in Coppa di Lega contro l'Arsenal all'Emirates Stadium. Il 9 novembre esordisce anche in Premier League subentrando nella gara contro il Birmingham City. Nella sua prima partita da titolare, giocata in casa il 26 dicembre contro il Wolverhampton, quando viene sostituito il pubblico gli regala una standing ovation. Infine il 15 marzo 2010 realizza la sua prima rete con i Reds, nell'incontro di Premier League Liverpool-Portsmouth 4-1. Il 29 aprile segna anche il suo primo gol in Europa League, nella partita di ritorno della semifinale contro l'Atlético Madrid, vinta 2-1 ai supplementari, che, però non permette al Liverpool di qualificarsi alla finale. In una stagione non brillante per il Liverpool, che si classifica settimo in campionato, Aquilani ottiene 26 presenze totali in tutte le competizioni.

##### Juventus
Il 25 agosto 2010 viene ufficializzato da parte della Juventus il suo acquisto a titolo temporaneo gratuito con diritto di riscatto esercitabile alla fine della stagione fissato a 16 milioni pagabili in tre rate; il giocatore torna così dopo un anno a giocare nel campionato italiano decidendo di indossare la maglia numero 14. Avendo disputato le due partite del terzo turno preliminare di Europa League con i Reds, non può essere utilizzato dalla Juventus in quella competizione.
Fa il suo esordio con la Juventus e in campionato il 12 settembre nella partita pareggiata 3-3 contro la Sampdoria in casa. Segna la sua prima rete stagionale in campionato e con la maglia bianconera, il 17 ottobre, in casa contro il Lecce (4-0) su assist di Claudio Marchisio. Si ripete il 16 gennaio 2011 nella gara casalinga contro il Bari segnando il gol decisivo del 2-1 finale. Il 25 febbraio si procura in allenamento una elongazione a livello del muscolo sartorio della coscia destra dovendo stare fuori per circa 10 giorni. Rientra poi dal lieve infortunio, il 12 marzo, nella gara esterna contro il Cesena pareggiata per 2-2. Finisce la stagione con 33 presenze e 2 gol in campionato e una presenza in Coppa Italia per un totale di 34 presenze e 2 gol.
La Juventus, nonostante le buone prestazioni, non esercita il diritto di riscatto (complice l'acquisto di Andrea Pirlo e il poco spazio che avrebbe trovato in squadra), così Aquilani torna al Liverpool.

##### Milan
Il 25 agosto 2011 il Liverpool comunica di aver trovato l'accordo con il Milan per cedere Aquilani alla squadra milanese in prestito con diritto/obbligo di riscatto. Il giorno seguente Aquilani firma un contratto triennale fino al 30 giugno 2014 con la società rossonera.
Esordisce in maglia rossonera il 9 settembre 2011 partendo come titolare nella partita di campionato Milan-Lazio (2-2); nel corso della gara avvia l'azione del primo gol e realizza da calcio d'angolo l'assist per il gol del pareggio realizzato da Cassano. Nella successiva partita di campionato, il 18 settembre 2011 allo Stadio San Paolo contro il Napoli (3-1 per i padroni di casa), segna il primo gol con la maglia del Milan realizzando di testa la prima rete della gara.
A fine stagione il Milan non esercita il diritto di riscatto per il cartellino del giocatore, che così torna al Liverpool.

##### Fiorentina

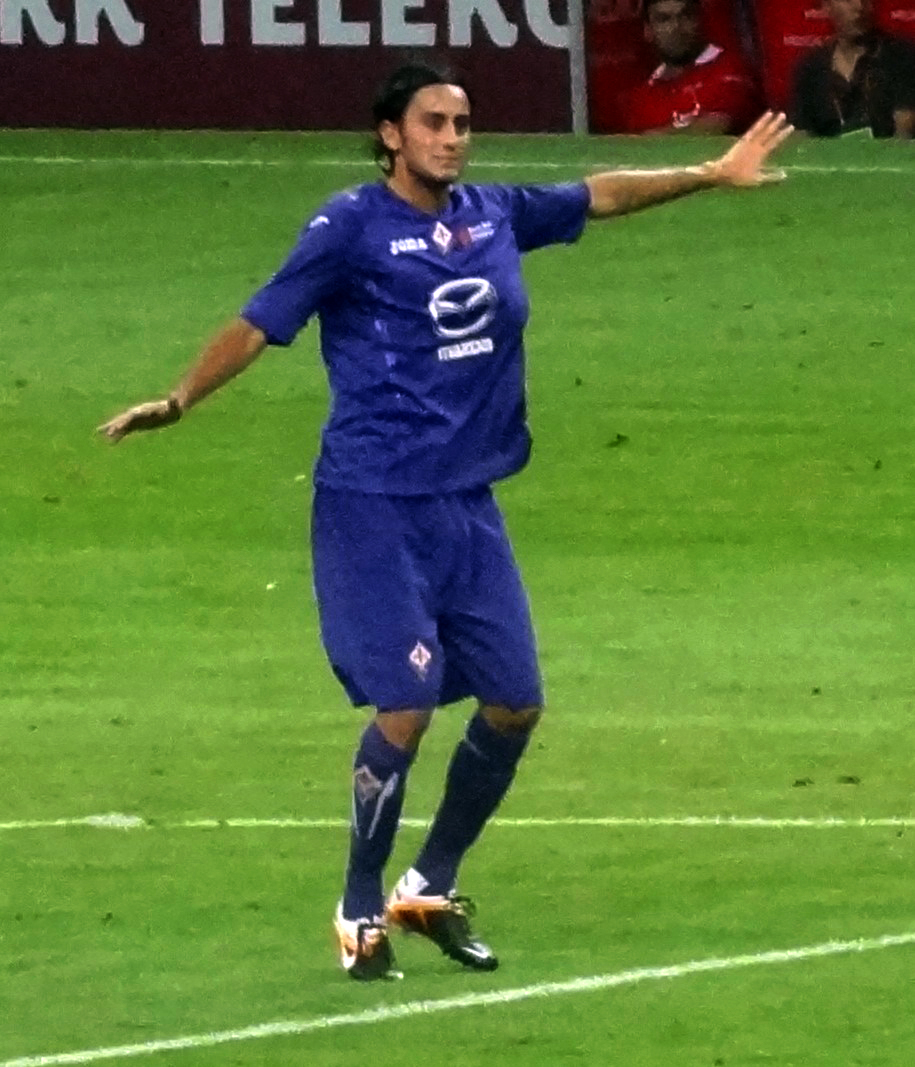
Aquilani alla Fiorentina nel 2012

Il 3 agosto 2012 viene ufficializzato il suo trasferimento alla Fiorentina, a titolo gratuito. Esordisce in campionato con la maglia gigliata il 25 agosto seguente, subentrando nel corso della ripresa a Rômulo nella partita vinta dai viola per 2-1 contro l'Udinese e firmando l'assist per il gol decisivo di Jovetić. Dopo 2 mesi di infortunio, torna a giocare il 28 ottobre nella partita in casa contro la Lazio firmando l'assist per il gol del 2-0 di Luca Toni. L'11 novembre segna il suo primo gol con la maglia gigliata nella partita vinta dai viola per 3-1 contro il Milan a San Siro.. Il 18 novembre firma la sua prima doppietta con la maglia viola (ed anche la sua prima in Serie A) segnando due gol contro l'Atalanta e trascinando la squadra alla vittoria (partita terminata col risultato di 4-1 per i gigliati). Con 7 reti in campionato, Aquilani batte il proprio record di gol messi a segno in una stagione.
Il 5 gennaio 2014 raggiunge quota 200 presenze in Serie A nel derby vinto 1-0 contro il Livorno. Il 26 gennaio sigla la sua prima tripletta in serie A nella partita Fiorentina-Genoa, conclusa con un pareggio per 3-3.
Il 16 aprile 2015 tocca quota 100 presenze complessive con la maglia viola in occasione dell'1-1 dei quarti di Europa League contro la Dinamo Kiev. In tutto con la maglia viola in 3 anni ha disputato 105 partite e segnato 15 gol.

##### Sporting Lisbona, ultime esperienze e ritiro
Il 6 agosto 2015 passa allo Sporting Lisbona a parametro zero. Il 31 agosto successivo, realizza la sua prima rete in campionato su calcio di rigore per il 3-1 finale contro l'Academica. Mette insieme 32 presenze e 5 gol tra campionato, coppe portoghesi, preliminari di Champions ed Europa League.
Il 31 agosto 2016 viene ufficializzato il suo trasferimento al Pescara, squadra neopromossa in Serie A, dove colleziona 9 presenze ed 1 gol. Il 3 gennaio 2017 si trasferisce in prestito secco al Sassuolo per sei mesi giocando 16 partite. Terminato il prestito, a luglio rescinde consensualmente il contratto con gli abruzzesi.
Il 25 agosto il Las Palmas annuncia di aver ingaggiato il giocatore con un biennale. Con il club spagnolo mette insieme 21 presenze in campionato, conclusosi con la retrocessione, e il 24 luglio 2018 rescinde il contratto.
Sempre svincolato, in inverno rileva la Spes Montesacro, scuola calcio di Roma Nord che lo accolse bambino.
Il 28 giugno 2019 annuncia ufficialmente il ritiro dal calcio giocato.

#### Nazionale

##### Nazionali giovanili
Ha vestito la maglia azzurra in tutte le nazionali giovanili, a partire dall'Under-15.
Nel 2003 si aggiudica il titolo europeo con l'Under-19, mentre nel 2004 è uno dei giocatori di riserva della nazionale Under-21 vincitrice dell'Europeo Under-21. Deve saltare per un infortunio muscolare l'Europeo Under-21 del 2006.
Nel 2007 prende parte da protagonista all'Europeo Under-21 nei Paesi Bassi, dove mette a segno 2 reti e viene inserito dalla UEFA nel Dream Team del torneo, ma gli Azzurrini vengono eliminati al primo turno.

##### Nazionale maggiore
Esordisce in nazionale maggiore il 15 novembre 2006, a 22 anni, convocato dal CT Roberto Donadoni, entrando nel secondo tempo di Italia-Turchia (1-1), partita amichevole giocata a Bergamo.
Donadoni lo inserisce nella lista dei 23 convocati per l'Europeo 2008, dove viene impiegato nell'ultimo match della fase a gironi contro la Francia e nei quarti di finale, da titolare, contro la Spagna, che elimina l'Italia ai calci di rigore.
Il CT Marcello Lippi, tornato a guidare la nazionale, lo conferma nel gruppo degli Azzurri e il 15 ottobre 2008 allo Stadio Via del mare di Lecce segna le sue prime reti in nazionale, realizzando una doppietta decisiva in Italia-Montenegro (2-1), partita valida per le qualificazioni al Mondiale 2010. Dopo quasi due anni di assenza, ritorna in nazionale con il CT Cesare Prandelli, che il 17 novembre 2010 lo impiega da titolare nella partita amichevole contro la Romania (1-1) disputata a Klagenfurt. Il 10 agosto 2011 allo Stadio San Nicola di Bari realizza il gol del definitivo 2-1 in favore dell'Italia, nella partita amichevole contro la Spagna campione del mondo in carica.
Dopo quasi due anni di digiuno ritorna al gol in nazionale il 31 maggio 2013, nell'amichevole contro San Marino disputata a Bologna e vinta dall'Italia per 4-0. Di seguito viene inserito dal CT Prandelli nella lista dei 23 calciatori convocati per la Confederations Cup 2013, dove disputa tutte e 5 le gare degli Azzurri, compresa la finale per il terzo posto vinta ai rigori contro l'Uruguay. L'11 ottobre 2013 segna il suo quinto gol in nazionale, regalando il pareggio all'ultimo minuto della partita contro la Danimarca (2-2) valida per le qualificazioni al Mondiale 2014. Viene infine inserito nella lista dei 23 convocati per il Mondiale 2014, non venendo tuttavia mai impiegato nelle 3 partite disputate dall'Italia.

### Allenatore

#### Inizi
Ritiratosi dal calcio giocato dopo essere diventato presidente della scuola calcio Spes di Montesacro, nel luglio 2019 fa ritorno alla Fiorentina come allenatore dell'Under-18.
Nel dicembre 2019 entra nello staff di Giuseppe Iachini in prima squadra, come collaboratore tecnico.

#### Primavera della Fiorentina
Il 17 luglio 2020 viene annunciato come nuovo allenatore della squadra Primavera. Il 26 agosto vince subito la Coppa Italia contro il Verona  e due settimane più tardi inizia a frequentare a Coverciano il corso UEFA A per poter allenare le prime squadre fino alla Serie C ed essere allenatori in seconda in Serie A e B. Il 21 gennaio 2021 perde la Supercoppa Primavera 2020 contro l'Atalanta ma il 28 aprile bissa il successo in Coppa Italia, stavolta contro la Lazio. In campionato però la sua squadra arriva solo dodicesima con 35 punti.
Il 9 dicembre 2021 vince la Supercoppa Primavera 2021 ai rigori contro l'Empoli. Il 4 maggio 2022, battendo l'Atalanta, vince per la terza volta consecutiva la Coppa Italia. In campionato arriva settimo mancando l'accesso ai play-off per soli due punti. A settembre viene ammesso al corso UEFA Pro, il massimo livello di formazione per un allenatore.
Il 25 gennaio 2023 vince di nuovo la Supercoppa, questa volta battendo l'Inter. Il 25 aprile seguente perde la finale di Coppa Italia contro la Roma. Il mese seguente, viene premiato come miglior allenatore del campionato Primavera, nel quale, dopo essersi piazzato terzo e aver eliminato la Roma al primo turno della fase finale e il Torino in semifinale, arriva fino in finale, poi persa contro il Lecce. Al termine della stagione, risolve consensualmente il contratto con il club toscano.
In tutto, con la Primavera della Fiorentina Aquilani ha ottenuto cinque successi, di cui tre Coppe Italia e due Supercoppe.

#### Pisa
Il 29 giugno 2023 viene ufficialmente annunciato come nuovo allenatore del Pisa, in Serie B. Il 25 agosto fa il suo esordio ufficiale come allenatore in Serie B vincendo 0-2 nella partita Sampdoria-Pisa. A settembre, dopo aver completato gli esami finali, viene ufficialmente abilitato dal Settore Tecnico della FIGC. In serie cadetta il Pisa di Aquilani si piazza tredicesimo con 46 punti e a tre lunghezze dai play-out. Il 18 giugno 2024 risolve il proprio contratto con il club toscano.

#### Catanzaro
Dopo una stagione di inattività, il 18 giugno 2025 Aquilani viene annunciato come nuovo tecnico del Catanzaro, di nuovo in Serie B, con cui sottoscrive un contratto biennale.

## Statistiche

### Presenze e reti nei club
| Stagione          | Squadra           | Campionato        | Campionato | Campionato | Coppe nazionali | Coppe nazionali | Coppe nazionali | Coppe continentali | Coppe continentali | Coppe continentali | Altre coppe | Altre coppe | Altre coppe | Totale | Totale |
| Stagione          | Squadra           | Comp              | Pres       | Reti       | Comp            | Pres            | Reti            | Comp               | Pres               | Reti               | Comp        | Pres        | Reti        | Pres   | Reti   |
| ----------------- | ----------------- | ----------------- | ---------- | ---------- | --------------- | --------------- | --------------- | ------------------ | ------------------ | ------------------ | ----------- | ----------- | ----------- | ------ | ------ |
| 2002-2003         | Roma              | A                 | 1          | 0          | CI              | 1               | 0               | UCL                | 0                  | 0                  | -           | -           | -           | 2      | 0      |
| 2003-2004         | Triestina         | B                 | 41         | 4          | CI              | 0               | 0               | -                  | -                  | -                  | -           | -           | -           | 41     | 4      |
| 2004-2005         | Roma              | A                 | 29         | 0          | CI              | 4               | 0               | UCL                | 5                  | 0                  | -           | -           | -           | 38     | 0      |
| 2005-2006         | Roma              | A                 | 24         | 3          | CI              | 4               | 2               | CU                 | 8                  | 1                  | -           | -           | -           | 36     | 6      |
| 2006-2007         | Roma              | A                 | 13         | 1          | CI              | 3               | 0               | UCL                | 5                  | 0                  | SI          | 1           | 2           | 22     | 3      |
| 2007-2008         | Roma              | A                 | 21         | 3          | CI              | 4               | 1               | UCL                | 5                  | 0                  | SI          | 1           | 0           | 31     | 4      |
| 2008-2009         | Roma              | A                 | 14         | 2          | CI              | 1               | 0               | UCL                | 4                  | 0                  | SI          | 1           | 0           | 20     | 2      |
| Totale Roma       | Totale Roma       | Totale Roma       | 102        | 9          |                 | 17              | 3               |                    | 27                 | 1                  |             | 3           | 2           | 149    | 15     |
| 2009-2010         | Liverpool         | PL                | 18         | 1          | FACup+CdL       | 2+1             | 0               | UCL+UEL            | 2+3                | 0+1                | -           | -           | -           | 26     | 2      |
| ago. 2010         | Liverpool         | PL                | 0          | 0          | FACup+CdL       | 0               | 0               | UEL                | 2                  | 0                  | -           | -           | -           | 2      | 0      |
| Totale Liverpool  | Totale Liverpool  | Totale Liverpool  | 18         | 1          |                 | 3               | 0               |                    | 7                  | 1                  |             | -           | -           | 28     | 2      |
| 2010-2011         | Juventus          | A                 | 33         | 2          | CI              | 1               | 0               | UEL                | -                  | -                  | -           | -           | -           | 34     | 2      |
| 2011-2012         | Milan             | A                 | 23         | 1          | CI              | 1               | 0               | UCL                | 7                  | 0                  | -           | -           | -           | 31     | 1      |
| 2012-2013         | Fiorentina        | A                 | 25         | 7          | CI              | 2               | 0               | -                  | -                  | -                  | -           | -           | -           | 27     | 7      |
| 2013-2014         | Fiorentina        | A                 | 31         | 6          | CI              | 3               | 0               | UEL                | 10                 | 1                  | -           | -           | -           | 44     | 7      |
| 2014-2015         | Fiorentina        | A                 | 25         | 0          | CI              | 2               | 0               | UEL                | 7                  | 1                  | -           | -           | -           | 34     | 1      |
| Totale Fiorentina | Totale Fiorentina | Totale Fiorentina | 81         | 13         |                 | 7               | 0               |                    | 17                 | 2                  |             | -           | -           | 105    | 15     |
| 2015-2016         | Sporting Lisbona  | PL                | 19         | 3          | CP+CdL          | 2+3             | 0+1             | UCL+UEL            | 2+6                | 0+1                | SP          | -           | -           | 32     | 5      |
| 2016-gen. 2017    | Pescara           | A                 | 9          | 1          | CI              | 0               | 0               | -                  | -                  | -                  | -           | -           | -           | 9      | 1      |
| gen.-giu. 2017    | Sassuolo          | A                 | 16         | 0          | CI              | 0               | 0               | UEL                | -                  | -                  | -           | -           | -           | 16     | 0      |
| 2017-2018         | Las Palmas        | PD                | 21         | 0          | CR              | 2               | 0               | -                  | -                  | -                  | -           | -           | -           | 23     | 0      |
| Totale carriera   | Totale carriera   | Totale carriera   | 363        | 34         |                 | 36              | 4               |                    | 66                 | 5                  |             | 3           | 2           | 468    | 45     |

### Cronologia presenze e reti in nazionale
| Cronologia completa delle presenze e delle reti in nazionale ― Italia | Cronologia completa delle presenze e delle reti in nazionale ― Italia | Cronologia completa delle presenze e delle reti in nazionale ― Italia | Cronologia completa delle presenze e delle reti in nazionale ― Italia | Cronologia completa delle presenze e delle reti in nazionale ― Italia | Cronologia completa delle presenze e delle reti in nazionale ― Italia | Cronologia completa delle presenze e delle reti in nazionale ― Italia | Cronologia completa delle presenze e delle reti in nazionale ― Italia |
| Data                                                                  | Città                                                                 | In casa                                                               | Risultato                                                             | Ospiti                                                                | Competizione                                                          | Reti                                                                  | Note                                                                  |
| --------------------------------------------------------------------- | --------------------------------------------------------------------- | --------------------------------------------------------------------- | --------------------------------------------------------------------- | --------------------------------------------------------------------- | --------------------------------------------------------------------- | --------------------------------------------------------------------- | --------------------------------------------------------------------- |
| 15-11-2006                                                            | Bergamo                                                               | Italia                                                                | 1 – 1                                                                 | Turchia                                                               | Amichevole                                                            | -                                                                     | 46’                                                                   |
| 22-8-2007                                                             | Budapest                                                              | Ungheria                                                              | 3 – 1                                                                 | Italia                                                                | Amichevole                                                            | -                                                                     | 66’                                                                   |
| 12-9-2007                                                             | Kiev                                                                  | Ucraina                                                               | 1 – 2                                                                 | Italia                                                                | Qual. Euro 2008                                                       | -                                                                     | 68’                                                                   |
| 26-3-2008                                                             | Elche                                                                 | Spagna                                                                | 1 – 0                                                                 | Italia                                                                | Amichevole                                                            | -                                                                     | 61’                                                                   |
| 30-5-2008                                                             | Firenze                                                               | Italia                                                                | 3 – 1                                                                 | Belgio                                                                | Amichevole                                                            | -                                                                     | 75’                                                                   |
| 17-6-2008                                                             | Zurigo                                                                | Francia                                                               | 0 – 2                                                                 | Italia                                                                | Euro 2008 - 1º turno                                                  | -                                                                     | 81’                                                                   |
| 22-6-2008                                                             | Vienna                                                                | Spagna                                                                | 0 – 0 dts (4 – 2 dtr)                                                 | Italia                                                                | Euro 2008 - Quarti di finale                                          | -                                                                     | 108’                                                                  |
| 20-8-2008                                                             | Nizza                                                                 | Italia                                                                | 2 – 2                                                                 | Austria                                                               | Amichevole                                                            | -                                                                     | 47’                                                                   |
| 10-9-2008                                                             | Udine                                                                 | Italia                                                                | 2 – 0                                                                 | Georgia                                                               | Qual. Mondiali 2010                                                   | -                                                                     | 54’                                                                   |
| 15-10-2008                                                            | Lecce                                                                 | Italia                                                                | 2 – 1                                                                 | Montenegro                                                            | Qual. Mondiali 2010                                                   | 2                                                                     | 65’                                                                   |
| 10-2-2009                                                             | Londra                                                                | Brasile                                                               | 2 – 0                                                                 | Italia                                                                | Amichevole                                                            | -                                                                     | 58’                                                                   |
| 17-11-2010                                                            | Klagenfurt am Wörthersee                                              | Romania                                                               | 1 – 1                                                                 | Italia                                                                | Amichevole                                                            | -                                                                     | 87’                                                                   |
| 9-2-2011                                                              | Dortmund                                                              | Germania                                                              | 1 – 1                                                                 | Italia                                                                | Amichevole                                                            | -                                                                     | 63’                                                                   |
| 25-3-2011                                                             | Lubiana                                                               | Slovenia                                                              | 0 – 1                                                                 | Italia                                                                | Qual. Euro 2012                                                       | -                                                                     |                                                                       |
| 29-3-2011                                                             | Kiev                                                                  | Ucraina                                                               | 0 – 2                                                                 | Italia                                                                | Amichevole                                                            | -                                                                     | 46’                                                                   |
| 3-6-2011                                                              | Modena                                                                | Italia                                                                | 3 – 0                                                                 | Estonia                                                               | Qual. Euro 2012                                                       | -                                                                     | 8’ 24’                                                                |
| 10-8-2011                                                             | Bari                                                                  | Italia                                                                | 2 – 1                                                                 | Spagna                                                                | Amichevole                                                            | 1                                                                     | 65’                                                                   |
| 2-9-2011                                                              | Tórshavn                                                              | Fær Øer                                                               | 0 – 1                                                                 | Italia                                                                | Qual. Euro 2012                                                       | -                                                                     | 73’                                                                   |
| 7-10-2011                                                             | Belgrado                                                              | Serbia                                                                | 1 – 1                                                                 | Italia                                                                | Qual. Euro 2012                                                       | -                                                                     | 82’                                                                   |
| 11-10-2011                                                            | Pescara                                                               | Italia                                                                | 3 – 0                                                                 | Irlanda del Nord                                                      | Qual. Euro 2012                                                       | -                                                                     | 68’                                                                   |
| 11-11-2011                                                            | Breslavia                                                             | Polonia                                                               | 0 – 2                                                                 | Italia                                                                | Amichevole                                                            | -                                                                     | 62’                                                                   |
| 15-8-2012                                                             | Berna                                                                 | Italia                                                                | 1 – 2                                                                 | Inghilterra                                                           | Amichevole                                                            | -                                                                     | 68’                                                                   |
| 31-5-2013                                                             | Bologna                                                               | Italia                                                                | 4 – 0                                                                 | San Marino                                                            | Amichevole                                                            | 1                                                                     |                                                                       |
| 7-6-2013                                                              | Praga                                                                 | Rep. Ceca                                                             | 0 – 0                                                                 | Italia                                                                | Qual. Mondiali 2014                                                   | -                                                                     | 77’                                                                   |
| 11-6-2013                                                             | Rio de Janeiro                                                        | Italia                                                                | 2 – 2                                                                 | Haiti                                                                 | Amichevole                                                            | -                                                                     | 72’                                                                   |
| 16-6-2013                                                             | Rio de Janeiro                                                        | Messico                                                               | 1 – 2                                                                 | Italia                                                                | Conf. Cup 2013 - 1º turno                                             | -                                                                     | 88’                                                                   |
| 19-6-2013                                                             | Recife                                                                | Italia                                                                | 4 – 3                                                                 | Giappone                                                              | Conf. Cup 2013 - 1º turno                                             | -                                                                     | 30’                                                                   |
| 22-6-2013                                                             | Salvador de Bahia                                                     | Italia                                                                | 2 – 4                                                                 | Brasile                                                               | Conf. Cup 2013 - 1º turno                                             | -                                                                     |                                                                       |
| 27-6-2013                                                             | Fortaleza                                                             | Spagna                                                                | 0 – 0 dts (7 – 6 dtr)                                                 | Italia                                                                | Conf. Cup 2013 - Semifinale                                           | -                                                                     | 80’                                                                   |
| 30-6-2013                                                             | Salvador                                                              | Uruguay                                                               | 2 – 2 dts (2 – 3 dtr)                                                 | Italia                                                                | Conf. Cup 2013 - Finale 3º posto                                      | -                                                                     | 70’                                                                   |
| 14-8-2013                                                             | Roma                                                                  | Italia                                                                | 1 – 2                                                                 | Argentina                                                             | Amichevole                                                            | -                                                                     | 46’                                                                   |
| 11-10-2013                                                            | Copenaghen                                                            | Danimarca                                                             | 2 – 2                                                                 | Italia                                                                | Qual. Mondiali 2014                                                   | 1                                                                     | 68’                                                                   |
| 15-10-2013                                                            | Napoli                                                                | Italia                                                                | 2 – 2                                                                 | Armenia                                                               | Qual. Mondiali 2014                                                   | -                                                                     | 73’                                                                   |
| 31-5-2014                                                             | Londra                                                                | Italia                                                                | 0 – 0                                                                 | Irlanda                                                               | Amichevole                                                            | -                                                                     | 15’ 37’                                                               |
| 4-6-2014                                                              | Perugia                                                               | Italia                                                                | 1 – 1                                                                 | Lussemburgo                                                           | Amichevole                                                            | -                                                                     | 72’                                                                   |
| 10-10-2014                                                            | Palermo                                                               | Italia                                                                | 2 – 1                                                                 | Azerbaigian                                                           | Qual. Euro 2016                                                       | -                                                                     | 73’                                                                   |
| 13-10-2014                                                            | Ta' Qali                                                              | Malta                                                                 | 0 – 1                                                                 | Italia                                                                | Qual. Euro 2016                                                       | -                                                                     | 59’                                                                   |
| 18-11-2014                                                            | Genova                                                                | Italia                                                                | 1 – 0                                                                 | Albania                                                               | Amichevole                                                            | -                                                                     |                                                                       |
| Totale                                                                |                                                                       | Presenze                                                              | 38                                                                    |                                                                       | Reti                                                                  | 5                                                                     |                                                                       |

### Statistiche da allenatore
Statistiche aggiornate al 3 giugno 2024.
| Stagione        | Squadra         | Campionato      | Campionato | Campionato | Campionato | Campionato | Coppe nazionali | Coppe nazionali | Coppe nazionali | Coppe nazionali | Coppe nazionali | Coppe continentali | Coppe continentali | Coppe continentali | Coppe continentali | Coppe continentali | Altre coppe | Altre coppe | Altre coppe | Altre coppe | Altre coppe | Totale | Totale | Totale | Totale | % Vittorie | Piazzamento |
| Stagione        | Squadra         | Comp            | G          | V          | N          | P          | Comp            | G               | V               | N               | P               | Comp               | G                  | V                  | N                  | P                  | Comp        | G           | V           | N           | P           | G      | V      | N      | P      | %          | Piazzamento |
| --------------- | --------------- | --------------- | ---------- | ---------- | ---------- | ---------- | --------------- | --------------- | --------------- | --------------- | --------------- | ------------------ | ------------------ | ------------------ | ------------------ | ------------------ | ----------- | ----------- | ----------- | ----------- | ----------- | ------ | ------ | ------ | ------ | ---------- | ----------- |
| 2023-2024       | Pisa            | B               | 38         | 11         | 13         | 14         | CI              | 1               | 0               | 0               | 1               | -                  | -                  | -                  | -                  | -                  | -           | -           | -           | -           | -           | 39     | 11     | 13     | 15     | 28,21      | 13°         |
| 2025-2026       | Catanzaro       | B               | 0          | 0          | 0          | 0          | CI              | 1               | 0               | 0               | 1               | -                  | -                  | -                  | -                  | -                  | -           | -           | -           | -           | -           | 1      | 0      | 0      | 1      | &0,00      | in corso    |
| Totale carriera | Totale carriera | Totale carriera | 38         | 11         | 13         | 14         |                 | 2               | 0               | 0               | 2               |                    | -                  | -                  | -                  | -                  |             | -           | -           | -           | -           | 40     | 11     | 13     | 16     | 27,50      |             |

## Palmarès

### Giocatore

#### Club
- Coppa Italia: 2

Roma: 2006-2007, 2007-2008
- Supercoppa italiana: 1

Roma: 2007
- Supercoppa di Portogallo: 1

Sporting CP: 2015

#### Nazionale
- Campionato d'Europa Under-19: 1

Liechtenstein 2003

#### Individuale
- Golden Player come miglior giocatore dell'Europeo Under-19: 1

2003
- Inserito nel Dream Team UEFA dell'Europeo Under-21: 1

2007

### Allenatore

#### Club
- Coppa Italia Primavera: 3

Fiorentina: 2019-2020, 2020-2021, 2021-2022
- Supercoppa Primavera: 2

Fiorentina: 2021, 2022

#### Individuale
- Trofeo Maestrelli: 1

2022